# Jordi Miquel Sendra Vellvè
Jordi Miquel Sendra Vellvè (Tarragona, 15 de novembre de 1961) és un polític català, senador per Tarragona en la X Legislatura i diputat al Parlament de Catalunya en la XI Legislatura.

## Biografia
És fill del també polític Josep Sendra i Navarro. Entre 1981 i 2002 va treballar com a directiu en una empresa familiar, i de 1998 a 2002 formà part del Comitè Executiu de la Cambra Oficial de Comerç, Indústria i Navegació de Tarragona. Militant de Convergència Democràtica de Catalunya, en 2002 fou nomenat regidor de serveis públics en l'ajuntament de Tarragona. Després de les eleccions municipals espanyoles de 2003 fou nomenat tinent d'alcalde i després de les de 2007 regidor. El 2011 fou cap de Gabinet de Presidència de l'Autoritat Portuària de Tarragona.
A les eleccions generals espanyoles de 2011 fou escollit senador per Tarragona. Ha estat portaveu de les comissions d'interior i d'incompatibilitats del Senat. En 2014 fou nomenat President per delegació del comitè local de CDC de Tarragona. A les eleccions al Parlament de Catalunya de 2015 fou escollit diputant dins la llista Junts pel Sí. És portaveu de la Comissió Legislativa d'Afers Exteriors, Cooperació, Relacions Institucionals i Transparència i també de la Comissió de Seguretat Viària.